# Екологічна модель конкуренції
Екологічна модель конкуренції — економічна модель, яка по-новому трактує проблематику конкуренції.
Традиційна економічна наука трактує конкуренцію як фізичне явище з відповідним набором термінів (ринкова рівновага; рушійна сила; потік доходу; еластичність ціни тощо).
Згідно екологічної моделі, найбільш доцільним є використання екологічної термінології (зростання; зміна; еволюція; смерть;. виживання і т.і.). Компанії діють у складній діловій екосистемі, оточені конкурентами, клієнтами, державою, інвесторами, постачальниками, профспілками, банками та іншими інститутами. Фірма піддається впливу з їх боку і сама на них впливає. Компанія, яка не відповідає зовнішньому середовищу швидко розорюється (гине).